# Liste der Kulturdenkmale in Niederfrohna

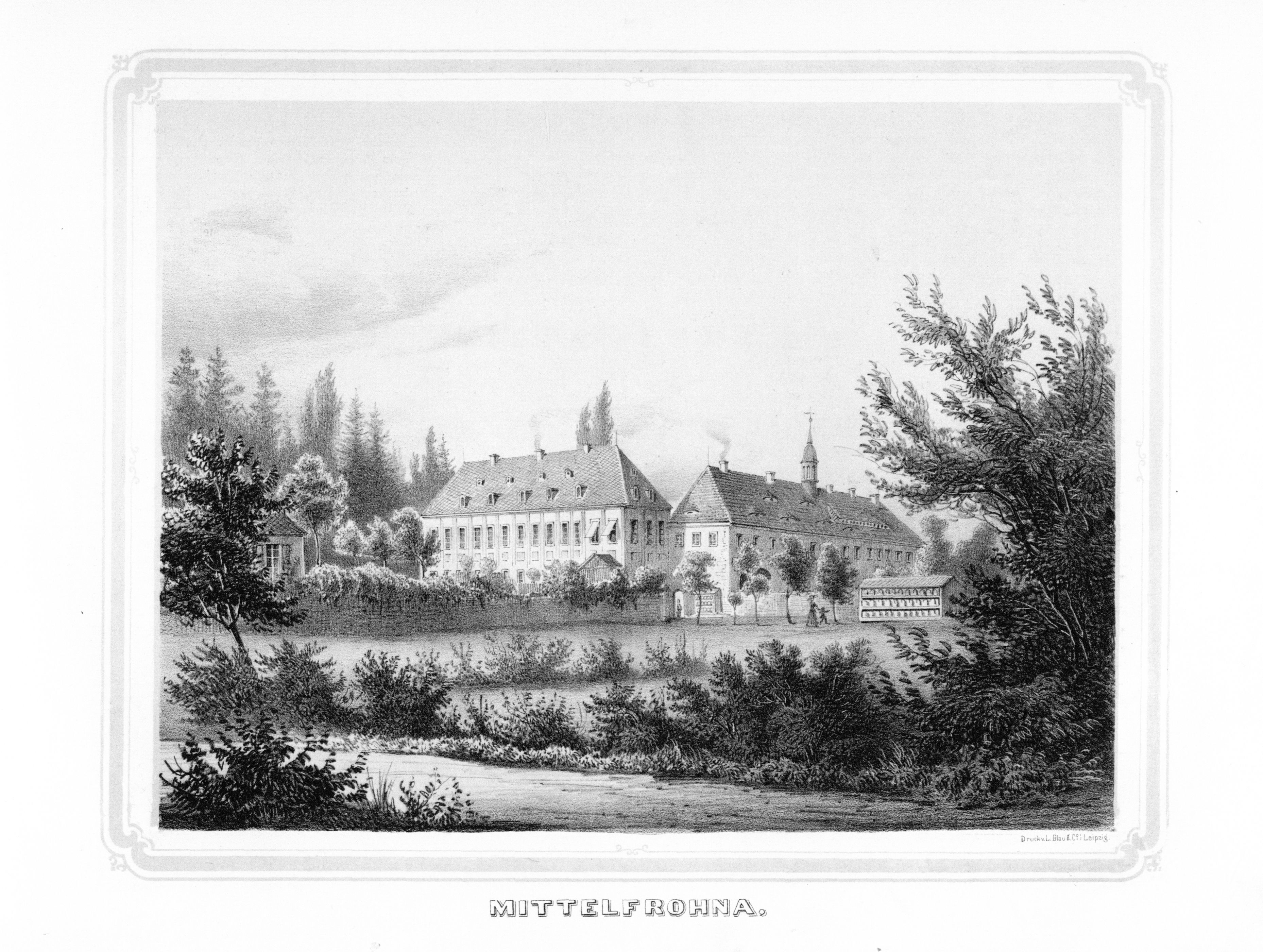
Alte Ansicht von Mittelfrohna

Die Liste der Kulturdenkmale in Niederfrohna enthält die Kulturdenkmale in Niederfrohna.
Diese Liste ist eine Teilliste der Liste der Kulturdenkmale in Sachsen.

## Legende
- Bild: Bild des Kulturdenkmals, ggf. zusätzlich mit einem Link zu weiteren Fotos des Kulturdenkmals im Medienarchiv Wikimedia Commons. Wenn man auf das Kamerasymbol klickt, können Fotos zu Kulturdenkmalen aus dieser Liste hochgeladen werden:
- Bezeichnung: Denkmalgeschützte Objekte und ggf. Bauwerksname des Kulturdenkmals
- Lage: Straßenname und Hausnummer oder Flurstücknummer des Kulturdenkmals. Die Grundsortierung der Liste erfolgt nach dieser Adresse. Der Link (Karte) führt zu verschiedenen Kartendiensten mit der Position des Kulturdenkmals. Fehlt dieser Link, wurden die Koordinaten noch nicht eingetragen. Sind diese bekannt, können sie über ein Tool mit einer Kartenansicht einfach nachgetragen werden. In dieser Kartenansicht sind Kulturdenkmale ohne Koordinaten mit einem roten bzw. orangen Marker dargestellt und können durch Verschieben auf die richtige Position in der Karte mit Koordinaten versehen werden. Kulturdenkmale ohne Bild sind an einem blauen bzw. roten Marker erkennbar.
- Datierung: Baubeginn, Fertigstellung, Datum der Erstnennung oder grobe zeitliche Einordnung entsprechend des Eintrags in der sächsischen Denkmaldatenbank
- Beschreibung: Kurzcharakteristik des Kulturdenkmals entsprechend des Eintrags in der sächsischen Denkmaldatenbank, ggf. ergänzt durch die dort nur selten veröffentlichten Erfassungstexte oder zusätzliche Informationen
- ID: Vom Landesamt für Denkmalpflege Sachsen vergebene, das Kulturdenkmal eindeutig identifizierende Objekt-Nummer. Der Link führt zum PDF-Denkmaldokument des Landesamtes für Denkmalpflege Sachsen. Bei ehemaligen Kulturdenkmalen können die Objektnummern unbekannt sein und deshalb fehlen bzw. die Links von aus der Datenbank entfernten Objektnummern ins Leere führen. Ein ggf. vorhandenes Icon  führt zu den Angaben des Kulturdenkmals bei Wikidata.

## Niederfrohna
| Bild                                    | Bezeichnung | Lage                               | Datierung                                    | Beschreibung | ID       |
| --------------------------------------- | --- | ---------------------------------- | -------------------------------------------- | --- | -------- |
| Direkt Bild zu diesem Denkmal hochladen | Wohnstallhaus (Anschrift: Limbacher Straße 3) und zwei Seitengebäude (Anschrift: Limbacher Straße 3a und Wiesenstraße 3) eines Bauernhofes | Wiesenstraße 3 (Karte)             | bezeichnet 1800 (Dachstuhl Limbacher Str. 3) | Baugeschichtlich und wirtschaftsgeschichtlich von Bedeutung, mit Fachwerk-Obergeschoss, ortsbildprägende Außenansicht des Bauerngutes blieb erhalten. Im Dach Wohnstallhaus datiert „1800“, beide Nebengebäude heute zu Wohnhäusern umgebaut, Fachwerk Wohnstallhaus verbrettert, guter Bauzustand, Außenansicht Bauerngut blieb erhalten. | 09233453 |
| Weitere Bilder                          | Kirche des alten Ortsteils Mittelfrohna, mit Ausstattung sowie Kirchhof mit Einfriedung und Tor                                            | Friedhofstraße (Karte)             | bezeichnet 1819 (Kirche)                     | Baugeschichtlich, ortsgeschichtlich und ortsbildprägend von Bedeutung, klassizistische Saalkirche von noch barocker Wirkung. Rechteck-Saalbau mit Walmdach, Westturm mit Welscher Haube, im Inneren: Reste Flügelaltar, vollständige Altarflügel, zwei Tafelbilder (Flügelrückseiten), vier Schreinfiguren um 1520, Einfluss des Meisters HW. | 09233445 |
| Weitere Bilder                          | Wohnhaus mit seitlichem Anbau | Friedhofstraße 1 (Karte)           | 1. Hälfte 19. Jahrhundert                    | Baugeschichtlich von Bedeutung, mit Fachwerk-Obergeschoss, ortsbildprägende Lage nahe der Kirche. Erdgeschoss massiv, Obergeschoss Fachwerk verputzt, Satteldach mit drei Gauben, Doppeldeckung, Anbau Fachwerk Obergeschoss, Garageneinbauten, Nähe zu Kirche, September 2010 Gebäude saniert, dabei Fachwerkwände im Innern und Teile des Dachstuhls erhalten, Fachwerkaußenwände komplett erneuert. | 09233446 |
| Weitere Bilder                          | Wohnstallhaus, Stallgebäude, Seitengebäude und Scheune des Pfarrhofes Mittelfrohna                                                         | Friedhofstraße 2 (Karte)           | bezeichnet 1710 (Sitznischenportal)          | Baugeschichtlich, ortsgeschichtlich und kunstgeschichtlich von Bedeutung, Fachwerkbauten, Wohnhaus mit barockem Sitznischenportal und Fachwerk-Obergeschoss mit Kopfstreben. - Wohnhaus: Barockes Sitznischenportal, Holzdecke mit profilierten Holzbalken, Obergeschoss Fachwerk, Kopfbänder, aufgeblattet, Heiste, - Scheune: Durchfahrt, Fachwerk verputzt, innen original erhalten. | 09233447 |
| Direkt Bild zu diesem Denkmal hochladen | Seitengebäude eines ehemaligen Vierseithofes                                                                                               | Jahnshorn 2 (Karte)                | 1. Hälfte 19. Jahrhundert                    | Baugeschichtlich von Bedeutung, mit Fachwerk-Obergeschoss. Erdgeschoss massiv, umgebaut, Obergeschoss Fachwerk stärkere Streben, enge Felder, Krüppelwalmdach, Abrissabsicht. | 09233448 |
| Direkt Bild zu diesem Denkmal hochladen | Stallgebäude eines Vierseithofes | Jahnshorn 3 (Karte)                | um 1800                                      | Baugeschichtlich von Bedeutung, mit Fachwerk-Obergeschoss. Obergeschoss Fachwerk, Erdgeschoss massiv, weit überkragendes Dach, Taubenfluglöcher, alte Fenster. | 09233468 |
| Direkt Bild zu diesem Denkmal hochladen | Wohnstallhaus, Seitengebäude und Scheune eines Vierseithofes                                                                               | Jahnshorn 7 (Karte)                | 1. Hälfte 19. Jahrhundert                    | Baugeschichtlich und wirtschaftsgeschichtlich von Bedeutung, Fachwerkbauten. - Wohnhaus: Erdgeschoss massiv, Obergeschoss Fachwerk, Stall mit böhmischem Kappengewölbe, Krüppelwalmdach, zwei stehende Gauben, geteilte Stalltür, - Nebengebäude: Erdgeschoss massiv, Obergeschoss Fachwerk, Streben gezapft, Schiebefenster, Satteldach, - Scheune: Kniestock, Fachwerk, Satteldach. | 09233469 |
| Weitere Bilder                          | Kirche und Kirchhof Niederfrohna | Kaufunger Straße (Karte)           | 1914–1915, im Kern älter (bezeichnet 1519)   | Kirche des alten Ortsteils Niederfrohna, mit Ausstattung sowie Kirchhof mit Kirchhofsmauer; baugeschichtlich, ortsgeschichtlich und ortsbildprägend von Bedeutung, einst eine spätgotische Saalkirche, nach Brand 1913 in alten Formen wiederaufgebaut; Saalbau, am Chor dreiseitig geschlossen, steiles Walmdach, hoher Dachreiterturm, Fragmente der alten, abgebrannten Kirche in Neubau übernommen Kreuzigungsgruppe, drei Figuren von Andreas Petzold 1690 (Rest eines spätgotischen Altars). | 09233449 |
| Direkt Bild zu diesem Denkmal hochladen | Seitengebäude des Pfarrhofes Niederfrohna                                                                                                  | Kaufunger Straße 1 (Karte)         | um 1800                                      | Ortsgeschichtlich von Bedeutung, ortsbildprägende Lage nahe der Kirche am Kirchhof. Einstöckig, Walmdach, Porphyrrundbögen, Garageneinbau. | 09233450 |
| Direkt Bild zu diesem Denkmal hochladen | Stallgebäude eines Bauernhofes | Kaufunger Straße 2 (Karte)         | um 1800                                      | Baugeschichtlich von Bedeutung, mit Fachwerk-Obergeschoss. Erdgeschoss massiv, Obergeschoss Fachwerk, Satteldach, Giebel verbaut, Inschrift an der Schwelle. | 09233451 |
| Direkt Bild zu diesem Denkmal hochladen | Wohnstallhaus eines Vierseithofes | Kaufunger Straße 10b (Karte)       | vermutlich um 1800                           | Baugeschichtlich von Bedeutung, mit Fachwerk-Obergeschoss. Erdgeschoss und ein Giebel massiv, Obergeschoss Fachwerk verbrettert, Satteldach, Gewände Porphyr. | 09233452 |
|                                         | Gärtnerhaus | Limbacher Straße 2a (Karte)        | 1774                                         | Gärtnerhaus des Rittergut Mittelfrohna, sogenanntes Jägerhäuschen, baugeschichtlich und ortsgeschichtlich von Bedeutung; Einzeldenkmal der Sachgesamtheit (siehe auch Sachgesamtheitsdokument Obere Hauptstraße 1 – Obj. 09303172) Siehe unter Obere Hauptstraße 1 | 09232912 |
| Direkt Bild zu diesem Denkmal hochladen | Wohnstallhaus (Anschrift: Limbacher Straße 3) und zwei Seitengebäude (Anschrift: Limbacher Straße 3a und Wiesenstraße 3) eines Bauernhofes | Limbacher Straße 3; 3a (Karte)     | bezeichnet 1800 (Dachstuhl Limbacher Str. 3) | Baugeschichtlich und wirtschaftsgeschichtlich von Bedeutung, mit Fachwerk-Obergeschoss, ortsbildprägende Außenansicht des Bauerngutes blieb erhalten. Im Dach Wohnstallhaus datiert „1800“, beide Nebengebäude heute zu Wohnhäusern umgebaut, Fachwerk Wohnstallhaus verbrettert, guter Bauzustand, Außenansicht Bauerngut blieb erhalten. | 09233453 |
| Direkt Bild zu diesem Denkmal hochladen | Hauszeichen (Schlussstein) eines ehemaligen Gasthofes                                                                                      | Limbacher Straße 29 (Karte)        | bezeichnet 1797                              | Ortsgeschichtlich und handwerklich-künstlerisch von Bedeutung. Bezeichnet „1710“ oder bezeichnet „1797“ ? | 09233454 |
| Weitere Bilder                          | Sachgesamtheit Rittergut Mittelfrohna | Obere Hauptstraße 1 (Karte)        | bezeichnet 1774 (Wohnhaus, Portal)           | Sachgesamtheit Rittergut Mittelfrohna, mit vielen Einzeldenkmalen sowie mit folgenden Sachgesamtheitsteilen: - Weitere Wirtschaftsgebäude, - Gutspark (Gartendenkmal) und - Mauerreste der Grundstückseinfriedung (Begrenzung: Obere Hauptstraße/Frohnbach, Limbacher Straße und ehemaliger Mühlgraben)Baugeschichtlich und ortsgeschichtlich von Bedeutung, repräsentatives Wohnhaus im Stil des Rokoko. Sachgesamtheit Rittergut Mittelfrohna: Bei Stall nur äußeres Erscheinungsbild wichtig für Wirkung des Ensembles, Rittergut bildet Sachgesamtheit nach Paragraph 2 Abs. 5 b SächsDSchG, Wappenstein heute an 2. Stall mit Durchfahrt.                                                                                         | 09303172 |
| Weitere Bilder                          | Einzeldenkmale Rittergut Mittelfrohna | Obere Hauptstraße 1 (Karte)        | bezeichnet 1774 (Portal Herrenhaus)          | Herrenhaus, Stallgebäude, Torpfeiler und Pavillon im Gutspark, Steinbrücke über den Frohnbach und zwei Wappensteine an einem weiteren Stallgebäude; baugeschichtlich und ortsgeschichtlich von Bedeutung, repräsentatives Wohnhaus im Stil des Rokoko; Einzeldenkmale der Sachgesamtheit Rittergut Mittelfrohna (siehe auch Sachgesamtheitsdokument – Obj. 09303172): - Herrenhaus, - Stallgebäude, - Torpfeiler und Pavillon im Gutspark, - Steinbrücke über den Frohnbach und - Zwei Wappensteine an einem weiteren Stallgebäude. Bei Stall nur äußeres Erscheinungsbild wichtig für Wirkung des Ensembles, Rittergut bildet Sachgesamtheit nach Paragraph 2 Abs. 5 b SächsDSchG, Wappenstein heute an zweitem Stall mit Durchfahrt. | 09233455 |
|                                         | Häusleranwesen, Hakenhof | Obere Hauptstraße 11 (Karte)       | nach 1800                                    | Baugeschichtlich und sozialgeschichtlich von Bedeutung, Fachwerkgebäude. Fachwerk Obergeschoss, Giebel verschiefert, Krüppelwalmdach, zwei stehende Dachfenster. | 09233456 |
| Direkt Bild zu diesem Denkmal hochladen | Häuslerhaus (Wohnstallhaus) | Obere Hauptstraße 12 (Karte)       | 19. Jahrhundert                              | Baugeschichtlich und sozialgeschichtlich von Bedeutung, verkleidetes Fachwerkgebäude. Häuslerhaus, Fachwerk Obergeschoss verputzt oder verschiefert, Fensterformen erhalten, Anbau rückseitig, wahrscheinlich ehemaliger Backofenanbau. | 09233457 |
| Direkt Bild zu diesem Denkmal hochladen | Wohnstallhaus (Umgebindehaus) eines Bauernhofes                                                                                            | Obere Hauptstraße 15 (Karte)       | 1696                                         | Bau- und hausgeschichtlich von Bedeutung, seltenes Umgebindehaus, Obergeschoss mit engstieligem Fachwerk. Umgebindehaus, Erdgeschoss teilweise massiv, Obergeschoss mit engstieligem Fachwerk, Holz gleichbleibender Stärke, Bohlenstube. | 09233459 |
| Weitere Bilder                          | Kriegerdenkmal für die Gefallenen des Ersten Weltkrieges                                                                                   | Obere Hauptstraße 24 (bei) (Karte) | nach 1918 (Kriegerdenkmal)                   | Ortsgeschichtlich von Bedeutung. | 09303511 |
| Direkt Bild zu diesem Denkmal hochladen | Häuslerhaus | Obere Hauptstraße 42 (Karte)       | 19. Jahrhundert                              | Baugeschichtlich und sozialgeschichtlich von Bedeutung, Fachwerkgebäude. Häuslerhaus (Wohnstallhaus?), Erdgeschoss massiv, Obergeschoss Fachwerk zum Teil verschiefert, Satteldach, Giebelseite zur Straße, zwei-/dreiachsig, im Erdgeschoss teilweise neue Fenster (noch nicht entstellend). | 09233460 |
| Direkt Bild zu diesem Denkmal hochladen | Seitengebäude eines ehemaligen Vierseithofes                                                                                               | Obere Hauptstraße 75b (Karte)      | Ende 18. Jahrhundert                         | Baugeschichtlich von Bedeutung, mit Fachwerk-Obergeschoss. Stall mit Durchfahrt (?), Obergeschoss Fachwerk, Bruchsteinmauerwerk Erdgeschoss, Tür- und Fenstergewände Porphyr, gefährdet! | 09233461 |
| Direkt Bild zu diesem Denkmal hochladen | Wohnstallhaus (mit angebautem Backofen), Seitengebäude (Durchfahrtsscheune), weiteres Seitengebäude und Scheune eines Vierseithofes        | Obere Hauptstraße 89 (Karte)       | bezeichnet 1714                              | Geschlossene Hofanlage, am besten erhalten im Ort, alle Gebäude mit Fachwerk, baugeschichtlich, sozialgeschichtlich und wirtschaftsgeschichtlich von Bedeutung. Geschlossene Hofanlage, alle Gebäude mit Fachwerk, unterschiedliche Bauetappen, Holzverbindungen geblattet und gezapft, am besten erhalten im Ort. | 09233463 |
| Direkt Bild zu diesem Denkmal hochladen | Wohnstallhaus und Stallgebäude eines Vierseithofes                                                                                         | Obere Hauptstraße 103 (Karte)      | um 1730                                      | Baugeschichtlich von Bedeutung, Fachwerkgebäude. - Wohnhaus: Erdgeschoss massiv, Obergeschoss Fachwerk, teilweise Verblattungen, - Stall: Erdgeschoss massiv, Obergeschoss Fachwerk, restliche Kopfbänder verblattet, Streben gezapft. | 09233464 |
| Weitere Bilder                          | Schule | Schulstraße 1 (Karte)              | 1899/1900                                    | Baugeschichtlich von Bedeutung, historistisch, nahe der Kirche. Über Tür Inschrift: „Die Schule ist ein Hort des Friedens“ | 09233465 |
| Direkt Bild zu diesem Denkmal hochladen | Häuslerhaus | Turnstraße 8 (Karte)               | 1. Hälfte 19. Jahrhundert                    | Baugeschichtlich und sozialgeschichtlich von Bedeutung, massiv aus Bruchstein, einziges Haus dieser Art im Ort. Massiv aus Bruchstein, Fensterläden, gewölbte, tiefe Fensterlaibungen, Krüppelwalmdach, einziges Haus dieser Art im Ort, selten noch anzutreffen, Ziegelentlastungsbögen, Umbauabsichten der Eigentümer, die eventuell Denkmaleigenschaft zerstören, Genehmigungen der Behörden liegen schon vor! | 09233466 |
| Direkt Bild zu diesem Denkmal hochladen | Wohnstallhaus eines Bauernhofes | Untere Hauptstraße 44 (Karte)      | vermutlich 18. Jahrhundert                   | Baugeschichtlich von Bedeutung, mit Fachwerk-Obergeschoss. Giebel verbrettert, sehr hoch, Satteldach, bauliche Veränderungen. | 09233470 |
| Direkt Bild zu diesem Denkmal hochladen | Seitengebäude (mit Oberlaube) eines ehemaligen Vierseithofes                                                                               | Untere Hauptstraße 49 (Karte)      | um 1750                                      | Baugeschichtlich von Bedeutung, Fachwerkbau mit seltener Oberlaube. Dreijochige Oberlaube mit aufgeblatteten Kopfbändern, Erdgeschoss massiv, Satteldach, Schiebefenster, Kirschbaum und Kastanie. | 09233471 |
| Direkt Bild zu diesem Denkmal hochladen | Wohnstallhaus und Stallgebäude eines ehemaligen Vierseithofes                                                                              | Untere Hauptstraße 59 (Karte)      | 1. Hälfte 19. Jahrhundert                    | Baugeschichtlich und wirtschaftsgeschichtlich von Bedeutung, Fachwerkbauten. - Wohnhaus: Erdgeschoss massiv, Obergeschoss Fachwerk, Eckstreben, - Stall: Erdgeschoss massiv, Obergeschoss Fachwerk. | 09233473 |
| Direkt Bild zu diesem Denkmal hochladen | Häusleranwesen (Wohnstallhaus und kleines Stallgebäude)                                                                                    | Untere Hauptstraße 65 (Karte)      | um 1650 (Wohnstallhaus)                      | Baugeschichtlich und sozialgeschichtlich von Bedeutung, Fachwerkhaus zum Teil mit altertümlicher Konstruktion (Andreaskreuze). Kleines Wohnstallhaus mit geraden Andreaskreuzen in zwei Brüstungsfeldern, am Giebel aufgeblattete Kopfbänder, Tür im Obergeschoss, Stall Erdgeschoss massiv, Obergeschoss Fachwerk, Schiebefenster, Kirschbaum und Kastanie. | 09233474 |
| Direkt Bild zu diesem Denkmal hochladen | Wohnstallhaus, Scheune und Stallgebäude eines ehemaligen Vierseithofes                                                                     | Untere Hauptstraße 69 (Karte)      | bezeichnet 1849                              | Baugeschichtlich und wirtschaftsgeschichtlich von Bedeutung, Fachwerkbauten, Stallgebäude mit seltener Oberlaube. - Wohnhaus: Fachwerk Obergeschoss, Kreuzgewölbe, - Stallgebäude: Massiv, Stall mit verbretterter Oberlaube (?), - Scheune: Fachwerk verputzt, heute verbrettert, Ein Seitengebäude des Vierseithofes mittlerweile (2010) abgebrochen. | 09233475 |
| Direkt Bild zu diesem Denkmal hochladen | Seitengebäude eines Bauernhofes | Untere Hauptstraße 74 (Karte)      | um 1800                                      | Stallgebäude mit Auszüglerkammern, mit Fachwerk-Obergeschoss, baugeschichtlich von Bedeutung. Erdgeschoss massiv, Obergeschoss Fachwerk, an drei Seiten verkleidet, Satteldach, Schiebefenster, alter Putz innen, „altdeutsches“ Schloss und Holzriegel an Kammertür. | 09233476 |
| Direkt Bild zu diesem Denkmal hochladen | Mühlengebäude (einschließlich technischer Ausstattung) und Scheune                                                                         | Untere Hauptstraße 79 (Karte)      | 1562 (urkundlich erwähnt)                    | Baugeschichtlich, ortsgeschichtlich und technikgeschichtlich von Bedeutung, voll funktionstüchtige Wassermühle mit oberschlächtigem Wasserrad, Fachwerkgebäude, zum Teil Massivbauten. - Schrot- und Futtermühle, Scheune massiv, mit Holztor und Eingangstor, entstanden zirka zweite Hälfte 19. Jahrhundert, - Fachwerkgebäude mit massivem Erdgeschoss: 1562 als Wassermühle erstmals urkundlich erwähnt, seit 1997 voll funktionstüchtiges technisches Denkmal, Antrieb nur durch Wasserkraft über oberschlächtiges Wasserrad mit einem Durchmesser von 4,85 Metern, Arbeit mit Schrotgang für Eigenbedarf (Bäckerei und Schaumahlen).                                                                                             | 09233477 |
| Direkt Bild zu diesem Denkmal hochladen | Wohnstallhaus und Stallgebäude eines Bauernhofes                                                                                           | Untere Hauptstraße 81 (Karte)      | bezeichnet 1839                              | Baugeschichtlich von Bedeutung, Fachwerkbauten, Stallgebäude mit altertümlicher Fachwerkkonstruktion (Schwelle schiffchenkehlenartig). - Wohnstallhaus: Obergeschoss Fachwerk, Erdgeschoss massiv, Türgewände erhalten und datiert, fünf stehende Gauben, Tordurchfahrt, Stall mit Kreuzgewölben, - Stallgebäude: Erdgeschoss massiv, Obergeschoss Fachwerk, aufgeblattete Streben, Schwelle schiffchenkehlenartig abgefast. | 09233479 |
| Direkt Bild zu diesem Denkmal hochladen | Stallgebäude (mit Oberlaube) eines ehemaligen Vierseithofes                                                                                | Untere Hauptstraße 92 (Karte)      | um 1800                                      | Baugeschichtlich von Bedeutung, Fachwerkbau mit seltener Oberlaube. Erdgeschoss massiv, Obergeschoss Fachwerk, Krüppelwalm an einer Dachseite. | 09233480 |
| Direkt Bild zu diesem Denkmal hochladen | Wohnstallhaus, Scheune und Stallgebäude eines Vierseithofes sowie Toreinfahrt und Hofpflasterung                                           | Untere Hauptstraße 101 (Karte)     | 1. Hälfte 19. Jahrhundert                    | Baugeschichtlich, sozialgeschichtlich und wirtschaftsgeschichtlich von Bedeutung, Wohnhaus mit Fachwerk-Obergeschoss und Tür mit schönem Porphyrgewände, Stallgebäude Fachwerk-Obergeschoss mit geschweiften Kopfstreben. - Wohnhaus: Erdgeschoss massiv, Obergeschoss Fachwerk, Tür mit schönem Porphyrgewände, hohes, vorkragendes Satteldach, - Scheune: Obergeschoss Fachwerk, Giebel massiv mit Ziegelsteinornamentik, Lüftungsschlitze, Kniestockkonstruktion, - Stall geschweifte Kopfbänder, gezapft, wahrscheinlich ursprünglich Obergeschosslaube. Hofpflasterung aus Legesteinen. | 09233481 |